# Mohammed Fneisch
Mohammed Fneisch (arabisch محمد فنيّش, DMG Muḥammad Funayyiš; * 2. Oktober 1953 in Maaroub bei Tyros) ist ein libanesischer Politiker und seit 2005 Energieminister.

## Karriere
Er gehört der Hisbollah an und ist seit 1992 für die südlibanesische Stadt Bint Jbeil Mitglied des libanesischen Parlaments. Er war ab 2008 Arbeitsminister im Kabinett Siniora.
Fneisch wurde 2016 zum Minister für Jugend und Sport ernannt. Er nahm erfolgreich an den Parlamentswahlen 2018 teil.
Im Januar 2019 wurde er erneut zum Minister für Jugend und Sport ernannt.